# Provinzen Sri Lankas

Karte der Provinzen Sri Lankas

Die Provinzen (Singhalesisch: පළාත paḷāta [paˈlaːt̪ə], Tamil: மாகாணம் mākāṇam [ˈmaːɡaːɳʌm], Englisch: province) sind eine administrative Einheit Sri Lankas. Derzeit ist der Inselstaat in neun Provinzen unterteilt. Die Provinzen wurden im Jahr 1833 während der britischen Kolonialzeit im damaligen Ceylon eingeführt. Seit 1987 besitzen die Provinzen eine begrenzte Selbstverwaltung. Die Provinzen sind weiter in Distrikte unterteilt.

## Geschichte
Die Einteilung Sri Lankas in Provinzen geht auf die britischen Kolonialzeit zurück. Nachdem die Briten bis 1815 die gesamte Insel unter ihre Herrschaft gebracht und als Kronkolonie Ceylon in das Britische Empire eingegliedert hatten, bestand je eine ethnisch basierte Verwaltungseinheit für Tieflandsinghalesen, Hochlandsinghalesen und Tamilen. Nach den Empfehlungen der Colebrooke-Cameron-Kommission wurde 1833 die Provinzverwaltung reformiert und die Insel in fünf geografische Provinzen unterteilt: Die Nordprovinz, die Ostprovinz, die Südprovinz, die Westprovinz und die Zentralprovinz. Im Laufe des 19. Jahrhunderts wurden vier neue Provinzen gegründet: 1845 entstand die Nordwestprovinz, 1873 die Nord-Zentralprovinz, 1886 die Provinz Uva und 1889 die Provinz Sabaragamuwa. Damit hatten die bis heute bestehenden neun Provinzen ihre Gestalt angenommen. Nach der Unabhängigkeit Ceylons, das sich 1972 in Sri Lanka umbenannte, im Jahr 1948 wurden die Provinzeinteilung unverändert übernommen.
Ursprünglich besaßen die Provinzen nach der zentralistischen Staatsordnung Sri Lankas keinerlei eigene Kompetenzen. Die meisten Verwaltungsaufgaben wurden von den Distrikten, der nächstniedrigeren Verwaltungseinheit, übernommen, sodass die Provinzen praktisch nur nominell bestanden. Vor dem Hintergrund der indischen Intervention im Bürgerkrieg in Sri Lanka wurde aber im November 1987 der 13. Zusatzartikel zur Verfassung Sri Lankas verabschiedet, der unter anderem eine begrenzte Selbstverwaltung der Provinzen einführte. Seitdem besitzen die Provinzen eine eigene Legislative, den Provinzrat, und Exekutive, eine Regierung geführt von einem durch den Provinzrat gewählten Chief Minister. Außerdem sah das indisch-srilankische Abkommen vor, die tamilisch besiedelten Gebiete unter eine gemeinsame Verwaltung zu stellen. Daher wurden im September 1988 die Nord- und Ostprovinz zur Nordostprovinz zusammengelegt. Nachdem der Bürgerkrieg nach dem Abzug der indischen Interventionstruppen wieder aufgeflammt war, wurde im März 1990 die Regierung der Nordostprovinz aber abgesetzt und die Provinz direkt der Zentralregierung unterstellt. Auf eine Petition der Partei Janatha Vimukthi Peramuna (JVP) hin erklärte das Oberste Gericht Sri Lankas im Oktober 2006 die Zusammenlegung der Nordostprovinz für ungültig. Daher wurden mit Wirkung zum 1. Januar 2007 die Nord- und Ostprovinz wiederhergestellt. In der Ostprovinz fanden im Mai 2008, in der Nordprovinz im September 2013 wieder Wahlen zum Provinrat statt.

## Liste der Provinzen Sri Lankas
| Provinz             | Hauptstadt   | Karte | Fläche     | Einwohner (2012) | Bev.- dichte |
| ------------------- | ------------ | ----- | ---------- | ---------------- | ------------ |
| Nord-Zentralprovinz | Anuradhapura |       | 10.472 km² | 1.259.200        | 129 Ew./km²  |
| Nordprovinz         | Jaffna       |       | 8.884 km²  | 1.059.888        | 128 Ew./km²  |
| Nordwestprovinz     | Kurunegala   |       | 7.888 km²  | 2.371.881        | 316 Ew./km²  |
| Ostprovinz          | Trincomalee  |       | 9.996 km²  | 1.547.306        | 165 Ew./km²  |
| Sabaragamuwa        | Ratnapura    |       | 4.968 km²  | 1.919.151        | 390 Ew./km²  |
| Südprovinz          | Galle        |       | 5.544 km²  | 2.465.333        | 458 Ew./km²  |
| Uva                 | Badulla      |       | 8.500 km²  | 1.259.218        | 151 Ew./km²  |
| Westprovinz         | Colombo      |       | 3.684 km²  | 5.835.852        | 1624 Ew./km² |
| Zentralprovinz      | Kandy        |       | 5.674 km²  | 2.556.350        | 459 Ew./km²  |

Ehemalige Provinz (1988–2006):
| Provinz        | Hauptstadt  | Karte | Fläche     | Einwohner (2003) | Bev.- dichte |
| -------------- | ----------- | ----- | ---------- | ---------------- | ------------ |
| Nordostprovinz | Trincomalee |       | 18.880 km² | 2.460.565        | 130 Ew./km²  |